# Kahala (Kuusalu)
Kahala is een plaats in de Estlandse gemeente Kuusalu, provincie Harjumaa. De plaats heeft de status van dorp (Estisch: küla).

## Bevolking
Het dorp had 113 inwoners op 31 december 2011 en 100 inwoners op 31 december 2021.

## Ligging
De Põhimaantee 1, de hoofdweg van Tallinn naar Narva, komt door Kahala. Op het grondgebied van het dorp ligt het meer Kahala järv (3,5 km²).